# Port Angeles
Port Angeles je město v Clallam County na západě amerického státu Washington. Je sídlem správy okresu Clallam County a jeho nejlidnatějším městem. Port Angeles leží na pobřeží Úžiny Juana de Fucy, která spojuje Tichý oceán se zálivy Puget Sound a Georgia. Zároveň také leží na Olympijském poloostrově, respektive na úpatí severního svahu Olympijského pohoří. V roce 2010 žilo ve městě 19 038 obyvatel.
Port Angeles je hraniční přechod do Kanady. Každý den jezdí trajekty přes Úžinu Juane de Fucy do kanadského města Victorie na ostrově Vancouver (vzdálenost 40 km, doba cesty 1h 30min.).
Jižně od města, v oblasti Olympijského pohoří, se nachází Olympijský národní park (rozloha 3 733 km²). V Port Angeles je návštěvnické centrum parku.

## Historie
Město bylo založeno roku 1791, španělským mořeplavcem Franciscem de Elizou. Původní název města byl Puerto de Nuestra Seńora de Los Angeles, ten byl v polovině 19. století zkrácen a poangličtěn do dnešní podoby.

## Město
Centrum města leží v přístavu. Tvoří ho dvě hlavní ulice 1st St. a Front St. Zde najdeme většinu obchodů, restaurací, několik barů a menší autobusové nádraží.

## Osobnosti obce
- Raymond Carver, spisovatel a básník

## Zajímavosti
Na tomto území byl natočena i sága Stmívání od Stephenie Meyerové.

## Galerie

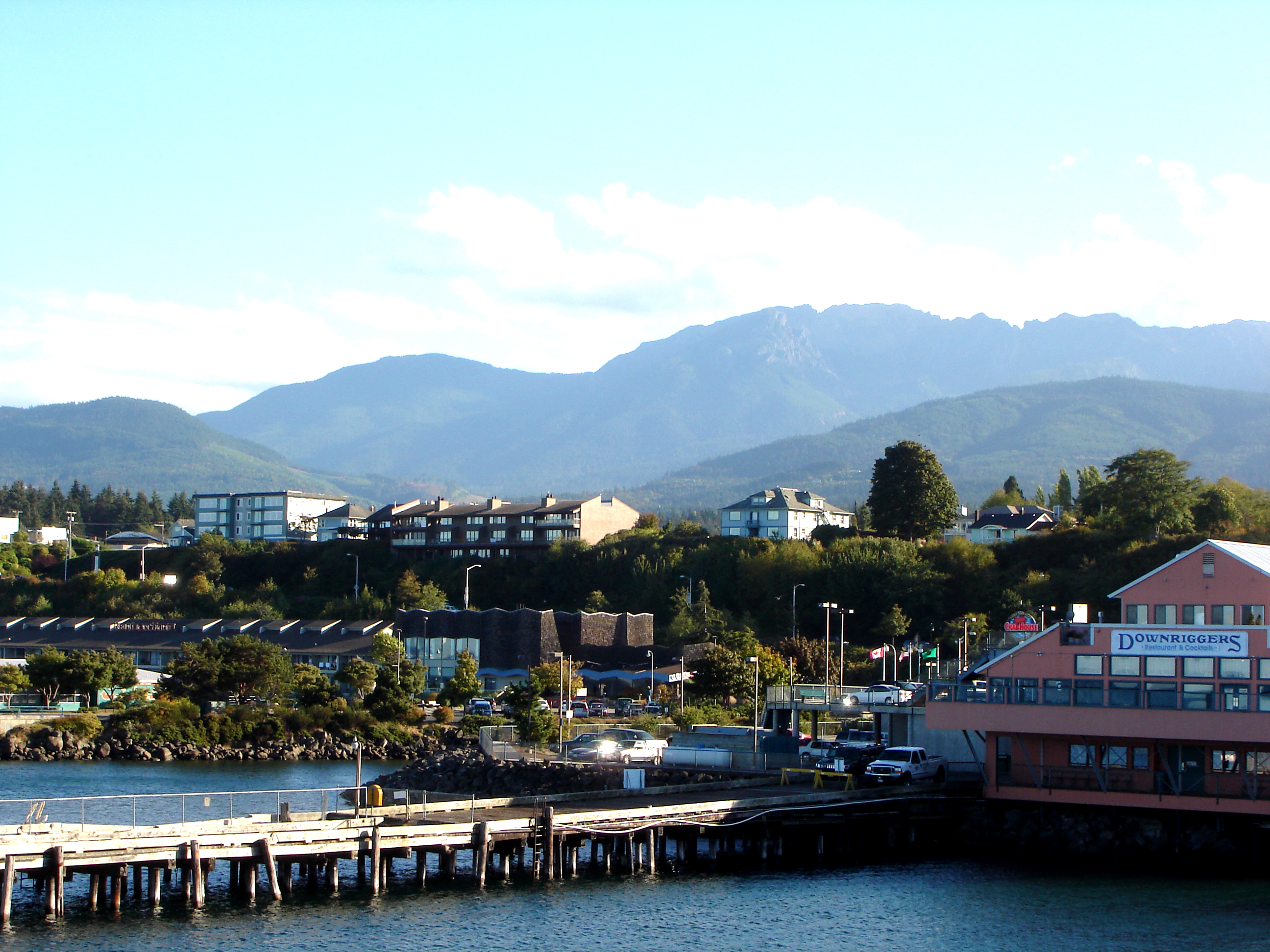
přístav a Olympijské pohoří
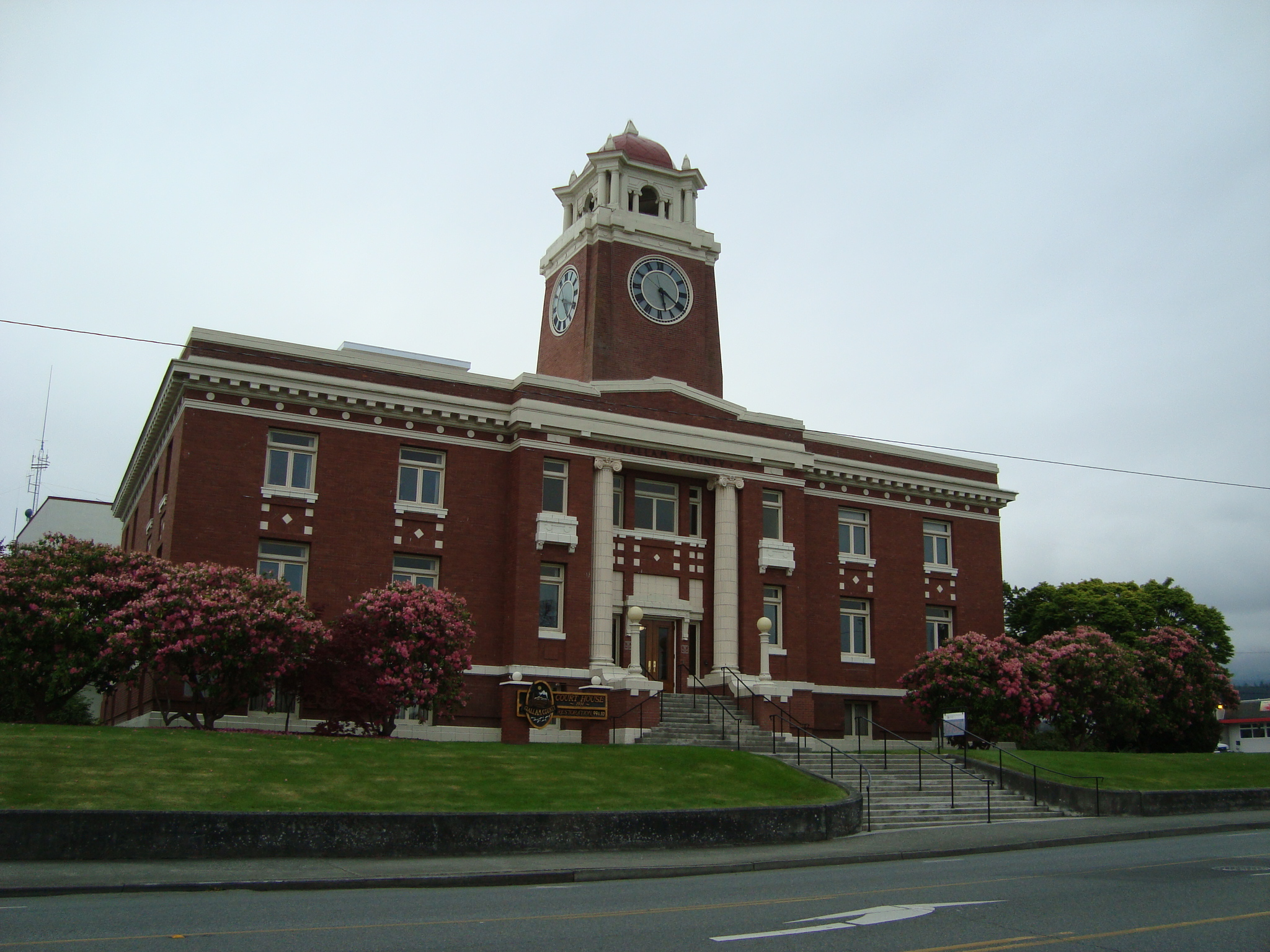
budova radnice Port Angeles
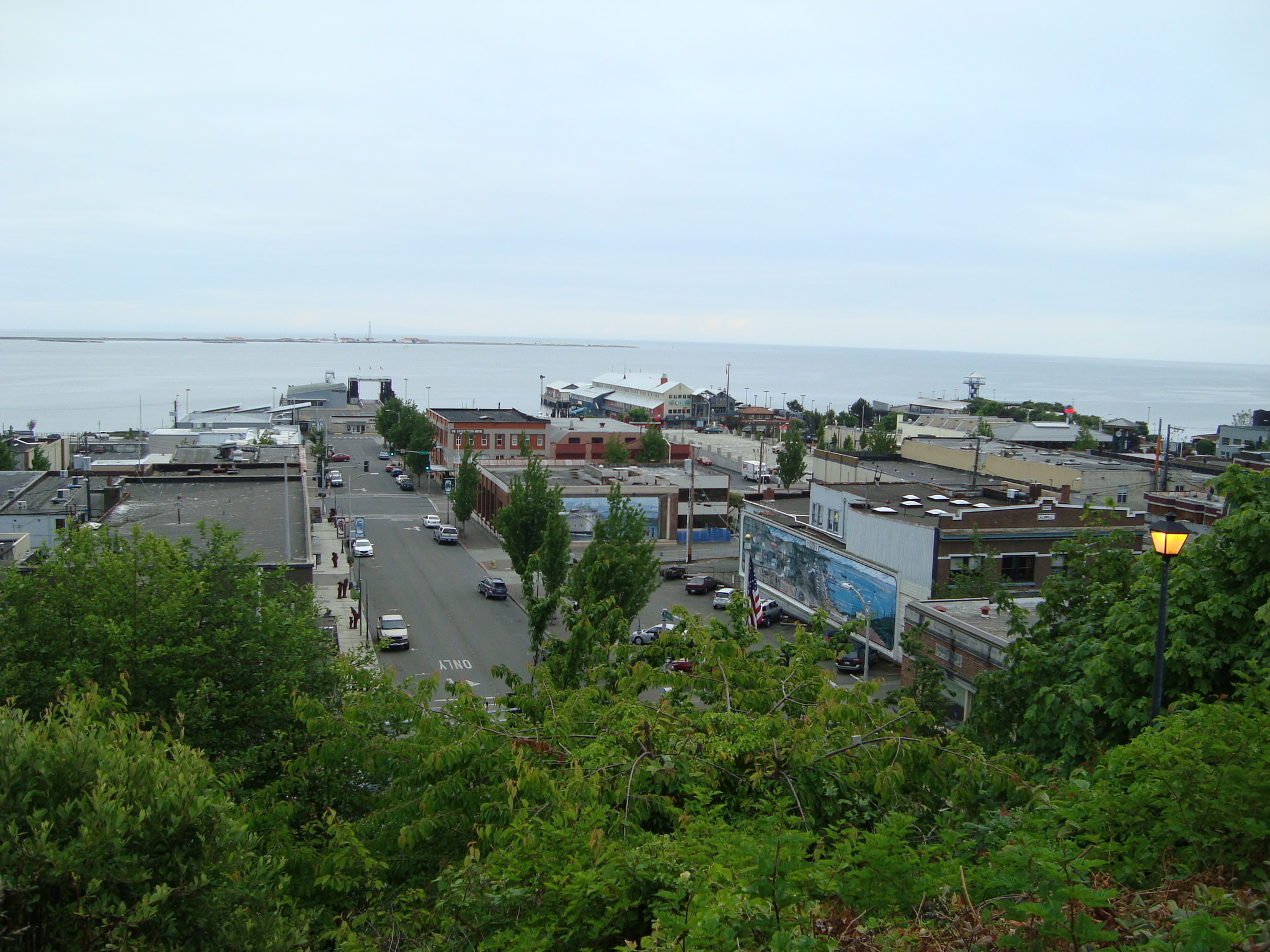
přístav a centrum města
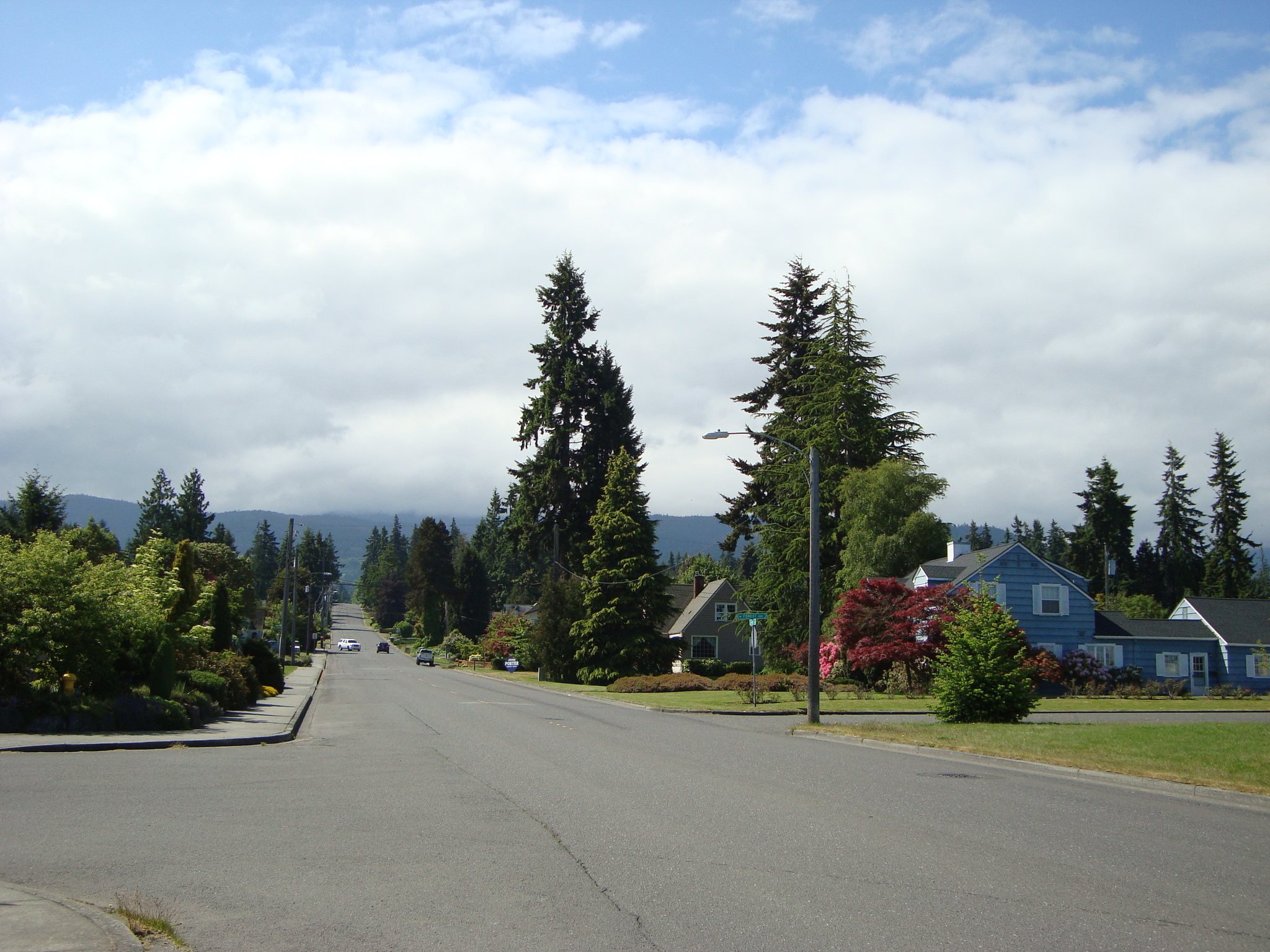
Port Angeles a úpatí Olympijského pohoří